# Eocrinoidea
Los eocrinoideos (Eocrinoidea, griego "crinoideos del alba") son una clase de equinodermos conocidos solo en forma fósil. A pesar de su nombre eran un grupo parafilético, posiblemente los antepasados de los crinoideos y otros grupos.

## Características
Estos fósiles recuerdan los crinoideos, pero son más estrechos y alargados. Al igual que sus primos, los cistoideos, blastoideos y crinoideos, los eocrinoideos eran animales marinos bentónicos, sésiles y suspensívoros, alimentándose por filtración de agua.
Como la mayoría de los equinodermos, tenían el cuerpo protegidos por un conjunto de placas de calcáreas entrelazadas, formando una teca sólida y alargada, a menudo en forma de saco o de cono redondeado, que contenía la boca en el centro, rodeada de órganos filtradores llamados braquiolas. Esta teca a veces presentaba un apéndice dorsal alargado (pero diferente del tallo de los crinoideos porque no estaba hecho de elementos), el otro extremo se fijaba al sustrato.

## Registro fósil
Los eocrinoideos se encuentran entre los grupos más antiguos de equinodermos; aparecieron en  Cámbrico Inferior, desapareciendo en el Silúrico (530-419 Ma). Estos son los equinodermos cámbricos dominantes.
Una de las especies típicas es Gogia spiralis, que se encuentra frecuentemente en  rocas calcáreas del Ordovícico del sur de los  Estados Unidos.

## Taxonomía
Según BioLib:
- Orden Ascocystida Haeckel, 1896 †
  - Familia incertae sedis †
- Orden Gogiida Broadhead, 1982 †
  - Familia Ampheristocystidae Frest, 2005 †
  - Familia Eocrinidae Jaekel, 1918 †
  - Familia Lichenoididae Jaekel, 1918 †
  - Familia Lyracystidae Sprinkle & Collins, 2006 †
  - Familia Palaeocystitidae Ubaghs, 1967 †
  - Familia Rhopalocystidae Ubaghs, 1967 †
  - Familia  Schuchertocystidae Bassler, 1950 †
- Orden Imbricata Sprinkle, 1973 †
  - Familia Felbabkacystidae Nardin, 2017 †
  - Familia Lepidocystidae Durham, 1967 †
  - Familia Sinoeocrinidae Zhao, Huang & Gong, 1994 †
- Orden Trachelocrinida Sumrall et al., 1997 †
  - Familia Columbocystidae Bassler, 1950 †
  - Familia Cryptocrinitidae Bassler, 1938 †
  - Familia Heckerocrinidae Doweld, 2012 †
  - Familia  Trachelocrinidae Sprinkle, 1973 †